# Zombieland: Double Tap — Road Trip
«Zомбиленд: Контрольный выстрел — Путешествие» (англ. Zombieland: Double Tap — Road Trip) — игра в жанре shoot ’em up, разработанная High Voltage Software и изданная GameMill Entertainment в Северной Америке и Maximum Games в Европе. Игра основана на серии фильмов «Zомбиленд» и была выпущена 15 октября 2019 года на Microsoft Windows, Nintendo Switch, PlayStation 4 и Xbox One, за три дня до выхода фильма «Zомбилэнд: Контрольный выстрел» в США.

## Игровой процесс
В игре используется изометрический вид сверху вниз. В игре два режима — кампания и орда, — в которые можно играть в одному или в кооперативе до четырёх игроков.
Игрок может играть за Колумбуса, Таллахасси, Литл-Рока, Уичито или за открываемых персонажей из фильмов. Характеристики персонажей улучшаются между уровнями.

## Сюжет
Сюжет разворачивается между событиями фильмов «Добро пожаловать в Zомбилэнд» и «Zомбилэнд: Контрольный выстрел».

## Развитие
Анонс игры состоялся 30 июля 2019 года. Эбигейл Бреслин представила игру 10 октября 2019 года.

## Критика
| Сводный рейтинг    | Сводный рейтинг |
| Агрегатор          | Оценка          |
| ------------------ | --------------- |
| Metacritic         | 39 %            |
| Иноязычные издания |                 |
| Издание            | Оценка          |
| Eurogamer          | 4/10            |
| Nintendo Life      | 3/10            |

Zombieland: Double Tap — Road Trip получила отрицательные отзывы критиков, средний балл игры на PlayStation 4 составляет 39 из 100 на основе пяти рецензий.
Nintendo Life раскритиковал игру за короткую продолжительность, игровой процесс, дизайн уровней и цену.